# Earth 2140
Earth 2140 est un jeu vidéo de stratégie en temps réel développé par TopWare Interactive et publié sur PC par Interplay Productions en 1997. Le jeu se déroule dans un futur de science-fiction dans lequel deux factions s’affrontent pour les ressources naturelles d’une terre dévasté par un conflit nucléaire. Les deux factions se battent à l’aide de robots et de véhicules plutôt que d’humain, chacune d’elles disposant d’unités communes aux deux camps et d’unités spécifiques. Le jeu reçu un accueil mitigé de la part des journalistes spécialisés qui mettent en avant le manque d’originalité de celui-ci qui ne lui permet pas de se démarquer de la concurrence.
Le jeu a fait l'objet de plusieurs suites, la première - baptisée Earth 2150 - ayant été publié le 6 mai 2000.

## Trame
Earth 2140 se déroule en 2140, dans un futur de science-fiction dans lequel d’incessant conflits et catastrophes ont dévasté la Terre, rayant l’Afrique et l’Australie de la carte et poussant les humains à se transformer en androïdes pour survivre. Dans ce monde post-apocalyptique, deux grandes puissances s’affrontent pour le contrôle des ressources de la planète : les Etats Civilisés unis, qui regroupent les américains et les européens et qui sont spécialisés dans la fabrication de robots légers et lourds ; et la Dynastie eurasienne, composée des états d’Europe de l’Est et d’Asie et dont la production est axé sur les androïdes et les chars d’assaut.

## Système de jeu
Earth 2140 est un de jeu de stratégie en temps réel dans la lignée de Command and Conquer : Alerte rouge et de Total Annihilation. Comme dans ces derniers, le joueur doit collecter des ressources et développer sa base afin de créer une armée pour combattre ses ennemis. Une seule ressource est disponible dans le jeu, le minerai, qui doit être extrait du sous-sol puis transporté dans des conteneurs, par voie terrestre ou aérienne, jusqu’à des raffineries afin d’être converti en crédit. Outre cette ressource, le joueur doit également gérer l’approvisionnement de ses bâtiments en énergie, produite par des centrales nucléaires. Les différentes structures sont construites sous forme de véhicules, qui sortent du bâtiment principal avant d’être déployées à l’emplacement choisi par le joueur. Certains sont construits en surface alors que d’autres le sont sous terre, ce qui influe sur leur résistance. Il est également possible de capturer des bâtiments ennemis. Les structures de base, comme les centrales nucléaires, les mines et les raffineries, sont communes aux deux factions. Les deux camps peuvent également construire un centre de recherche, pour débloquer de nouvelles unités et bâtiments, ainsi que usines de production d’unités terrestres légères ou lourdes et des bases aériennes et aquatiques. Si les deux camps disposent de bâtiments équivalents, ils se distinguent par leurs unités. Les Etats Civilisés unis sont ainsi spécialisé dans la fabrication de robots légers et lourds alors que la Dynastie eurasienne est plutôt axée sur la production d’androïdes et de chars d’assaut. Les unités disponibles incluent notamment des véhicules de reconnaissance, de réparation ou de transport de troupes, des véhicules capables de poser des mines ou de camoufler une armée, des hélicoptères, des navires de guerres et des brouilleurs de radars.
Earth 2140 se distingue des autres jeux de stratégie en temps réel en mettant à disposition du joueur trois généraux virtuel auxquels il peut confier la gestion de certains groupes d’unités. Suivant les ordres du joueurs, ces derniers peuvent adopter une attitude offensive ou défensive,.
En mode solo, Earth 2140 propose une campagne de 25 missions pour chacune des deux factions. Il propose également 20 missions supplémentaires qui peuvent être jouées contre l'intelligence artificielle ou en multijoueur,.

## Versions
En plus de la version PC publié en 1997, le jeu a été publié sur Amiga par Epic Interactive et sur Macintosh par MacPlay en 2001,.

## Accueil
| Earth 2140            |      |       |
| Média                 | Nat. | Notes |
| Amiga Active          | US   | 3/4   |
| Computer Gaming World | US   | 3/5   |
| Cyber Stratège        | FR   | 3/5   |
| GameSpot              | US   | 63 %  |
| Gen4                  | FR   | 3/6   |
| PC Gamer UK           | GB   | 76 %  |

À sa sortie, Earth 2140 fait l’objet d’une critique mitigé du journaliste Martin E. Cirulis du magazine Computer Gaming World qui le décrit comme un clone de Command and Conquer : Alerte rouge dont le système de jeu et les campagnes restent « très classiques » malgré quelques éléments intéressant, dont notamment la variété et l’autonomie des unités ou la possibilité d’occuper les bâtiments ennemis. Il note également que le jeu est desservi par des cartes trop petites, des scénarios fastidieux, l’absence de terrain en 3D ou d’un éditeur de niveau et, plus globalement, par son « manque d’originalité » qui ne lui permet pas de se hisser au-dessus de la mêlée. Il juge donc qu’il reste largement en dessous de jeu comme Dark Reign ou Total Annihilation avant de conclure qu’il n’est finalement qu’un clone de plus Alerte rouge. Earth 2140 fait également l’objet d’une critique mitigé du journaliste Eric Sublet du magazine Cyber Stratège qui salue sa « réalisation irréprochable », que ce soit dans les menus, lors des briefings ou au cours des missions, et estime que ses cinématiques et ses graphismes sont impressionnant et que sa « réalisation sonore [est] correcte », même s’il regrette que les musiques ne collent pas toujours à l’action. Il note également que, si son interface souffre de quelques lacunes et est un peu déroutante au départ, elle est globalement satisfaisante. Il se demande cependant si la qualité de sa réalisation est suffisante pour lui permettre de concurrencer les ténors du genre car pour le reste, il le juge « très classique » malgré quelques atouts, dont notamment son intelligence artificielle légèrement au-dessus de la moyenne, qui permet aux unités d’être autonomes et d’adapter leur comportement a la situation. Il met également en avant plusieurs défauts, dont son scénario stéréotypé et réducteur et ses cartes trop petites, avant de conclure qu’il s’agit d’un jeu « agréable mais sans surprise » compte tenu de l’absence d’innovations. Le journaliste Luc-Santiago Rodriguez du magazine Gen4 partage globalement cet avis. Il explique en effet que s’il est graphiquement réussit et s’il propose quelques éléments intéressant, comme ses unités autonomes et son système de général, il « manque d’originalité », aussi bien dans sa réalisation que dans son système de jeu, et il se contente de reprendre les idées de jeux comme Alerte rouge ou Total Annihilation. En dehors de ce manque d’innovation, il n’a cependant « rien de spécial à lui reprocher » et conclut qu’il est suffisamment joli, complet et intéressant pour justifier son achat, compte tenu de son prix assez faible.

## Postérité
Earth 2140 bénéficie de deux suites, Earth 2150 (2000) et Earth 2160 (2005), développées par le même studio et qui se déroulent dans le même univers de science-fiction. La première se démarque du jeu original par son nouveau moteur de jeu, en trois dimensions, et par l’ajout d’une nouvelle faction, la corporation lunaire, qui s’appuie sur des technologies extraterrestres. L’objectif des trois factions y est d’amasser les ressources nécessaires à la construction d’un vaisseau spatial destiné à rejoindre Mars alors que la Terre est menacée de destruction à la suite des évènements du premier volet. Earth 2150 bénéficie de deux extensions, The Moon Project (2000) et The Lost Soul (2002), publiées sous forme de stand-alone . La seconde suite transpose l’affrontement entre les trois factions sur Mars et introduit une nouvelle faction, constituées d’extraterrestres cachés dans les profondeurs de la planète rouge.